# Opotschenskoje
Opotschenskoje (russisch Опоченское Opotschenskoje, deutsch Groß Skirlack und Klein Skirlack) ist ein Ort in der russischen Oblast Kaliningrad. Er gehört zur kommunalen Selbstverwaltungseinheit Munizipalkreis Osjorsk im Rajon Osjorsk.

## Geographische Lage
Opotschenskoje liegt zehn Kilometer südwestlich der Rajonstadt Osjorsk (Darkehmen/Angerapp) an der von Luschki (Tarputschen/Sauckenhof) kommenden Kommunalstraße 27K-115, welche zwei Kilometer westlich von Opotschenskoje die Kommunalstraße 27K-162 von Swoboda (Jänischken/Jänichen) an der Regionalstraße 27A-037 (ex A197) über Nowostrojewo (Trempen) nach Saosjornoje (Kowarren/Kleinfriedeck) an der Regionalstraße 27A-025 (ex R508) kreuzt. Eine Bahnanbindung besteht nicht.

## Geschichte

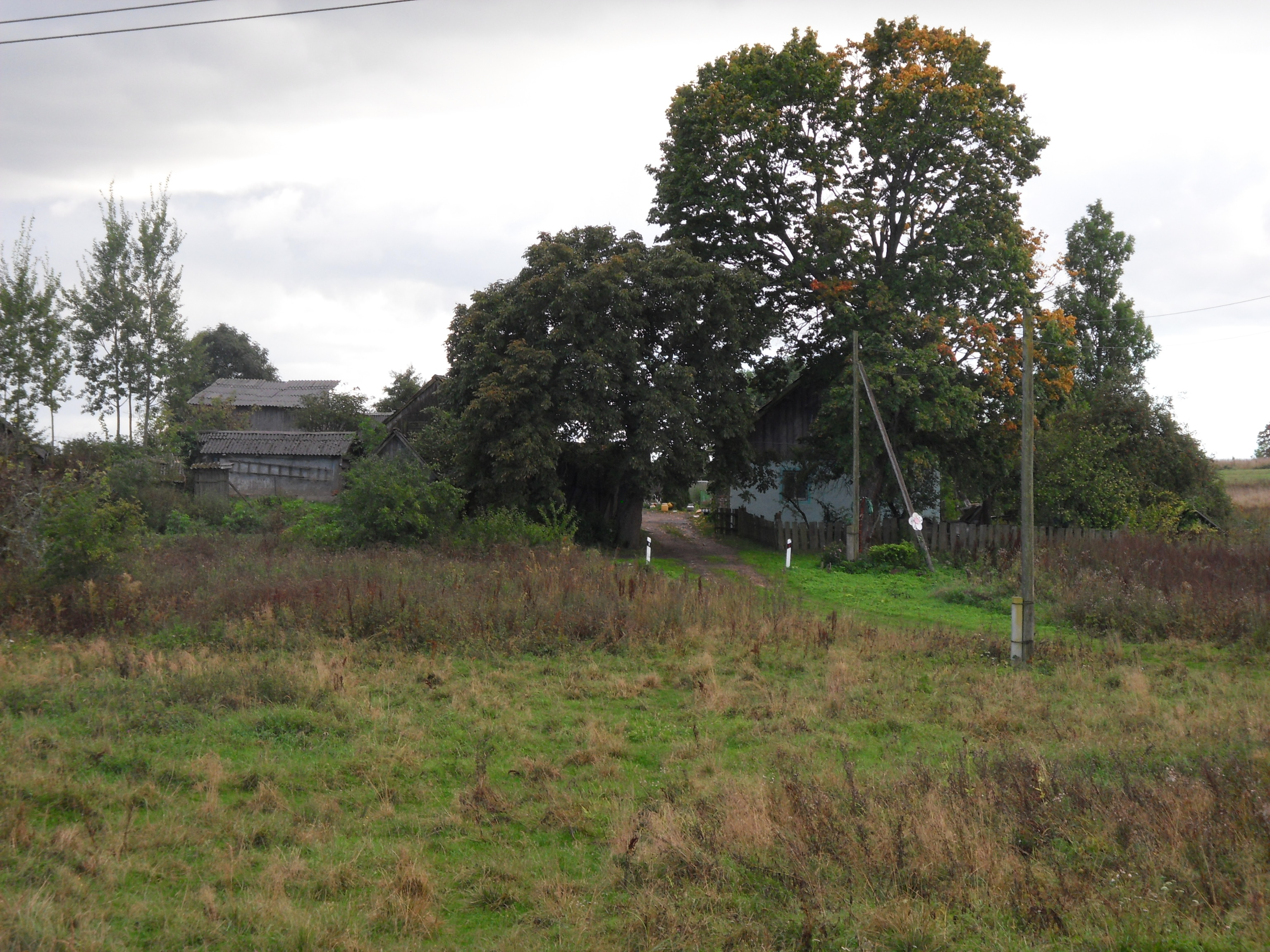
Opotschenskoje: Ortsteil Klein Skirlack

Die Orte Groß Skirlack und Klein Skirlack bildeten vor dem Zweiten Weltkrieg faktisch bereits ein gemeinsames Dorf, da der Übergang beider Orte nahezu fließend war. Dazu waren beiden Orten noch zerstreute Einzelhöfe zugeordnet. Das westlich gelegene Groß Skirlack und das östliche Klein Skirlack zählten im Jahre 1863 zusammen 326 Einwohner. Im Jahr 1874 wurden die beiden Orte namensgebend für den neu gebildeten Amtsbezirk Skirlack im Kreis Darkehmen. In den beiden Landgemeinden Groß Skirlack und Klein Skirlack lebten im Jahr 1910 280 bzw. 172 Menschen. 1925 waren es 246 bzw. 209, 1933 262 bzw. 165 und 1939 noch 229 bzw. 189. Letzter deutscher Bürgermeister vor 1945 von Groß Skirlack war Richard Schneidereit.
Im Januar 1945 wurden Groß Skirlack und Klein Skirlack von der Roten Armee besetzt. Die neue Polnische Provisorische Regierung ging zunächst davon aus, dass die beiden Orte mit dem gesamten Kreis Darkehmen (Angerapp) unter ihre Verwaltung fallen würde. Im Potsdamer Abkommen (Artikel VI) von August 1945 wurde die neue sowjetisch-polnische Grenze aber unabhängig von den alten Kreisgrenzen anvisiert, wodurch sie unter sowjetische Verwaltung kamen. Der Ort Groß Skirlack erhielt im November 1947 den russischen Namen Opotschenskoje und wurde gleichzeitig dem Dorfsowjet Oljochowski selski Sowet im Rajon Osjorsk zugeordnet. Die polnischen Umbenennungen von Groß Skirlack in Skierławki Wielki und von Klein Skirlack in Skierławki Mały im Juni 1948 wurden nicht mehr wirksam. In der Folge wurde auch Klein Skirlack mit in den Ort Opotschenkoje einbezogen. Im Jahr 1954 gelangte Opotschenskoje in den Nowostrojewski selski Sowet. Von 2008 bis 2014 gehörte der Ort zur Landgemeinde Nowostrojewskoje selskoje posselenije, von 2015 bis 2020 zum Stadtkreis Osjorsk und seither zum Munizipalkreis Osjorsk.
Der heutige Ort beschränkt sich auf einige Bebauungen auf der südlichen Straßenseite der Durchfahrtsstraße des einstigen Klein Skirlack. Auch wenn hier nur noch wenig alte Bausubstanz vorhanden ist, kann man anhand alter Baumbestände und den noch vorhandenen Wegen des ursprünglich viel größeren Ortes noch die Ausdehnung der früheren Ortslage erahnen. Dagegen ist vom früheren Groß Skirlack lediglich noch ein Gehöft an der Straßengabelung im Osten der alten Ortslage an alter Bausubstanz vorhanden. Dieses Gehöft markierte früher den Ortsausgang in Richtung Klein Skirlack. Der eigentliche Ortskern Groß Skirlacks befand sich westlich von diesem Gehöft beiderseits der Durchfahrtsstraße. Auf diesem Areal sind keinerlei Gebäude erhalten geblieben. Im Norden der früheren Ortslage ist der von Bäumen umsäumte alte Friedhof noch auszumachen.

### Amtsbezirk Skirlack (1874–1945)
Am 6. Mai 1874 wurde der neu errichtete Amtsbezirk Skirlack aus fünf Landgemeinden und einem Gutsbezirk gebildet und existierte bis 1945:
| Name (bis 1938) | Name (1938–1946) | russische Name | Bemerkungen                                      |
| --------------- | ---------------- | -------------- | ------------------------------------------------ |
| Landgemeinden:  |                  |                |                                                  |
| Friedrichsdorf  | Friedrichsdorf   | –              | 1928 in die Landgemeinde Kannehlen eingegliedert |
| Groß Skirlack   | Groß Skirlack    | Opotschenskoje |                                                  |
| Kannehlen       | Kannen           | Jubilejnoje    |                                                  |
| Klein Skirlack  | Klein Skirlack   | –              |                                                  |
| Potkehmen       | Puttkammer       | Lebedjewo      |                                                  |
| Gutsbezirk:     |                  |                |                                                  |
| Pesseln         | Pesseln          | Kolomenskoje   | 1928 in die Landgemeinde Kannehlen eingegliedert |

## Kirche
Mit seiner überwiegend evangelischen Bevölkerung war Groß Skirlack vor 1945 in das Kirchspiel Trempen (russisch: Nowostrojewo) eingepfarrt. Es gehörte zum Kirchenkreis Darkehmen (1938–1946 Angerapp) in der Kirchenprovinz Ostpreußen der Kirche der Altpreußischen Union. Letzter deutscher Geistlicher war Pfarrer Kurt Murach.
Während der Zeit der Sowjetunion war kirchliches Leben untersagt. In den 1990er Jahren bildeten sich in der Oblast Kaliningrad neue evangelische Gemeinden, die sich der Propstei Kaliningrad in der Evangelisch-Lutherischen Kirche Europäisches Russland (ELKER) zuordneten. Opotschenskoje liegt im Gebiet der Kirchenregion der Salzburger Kirche in Gussew (Gumbinnen).

## Schule
Groß Skirlack hatte vor 1945 eine zweiklassige Volksschule, die 1798 auf Befehl des Preußenkönigs Friedrich Wilhelm I. errichtet worden war. Sie lag südlich des Dorfkerns am Weg nach Mikalbude (1938–1945 Mickelau, russisch: Sutschkowo). Zum Schulverband gehörte das Dorf Adlig Pillkallen (1921–1938 Neu Pillkallen, 1938–1945 Rüttelsdorf, seit 1950: Moschenskoje) und – bis 1825 – auch Grieben (seit 1947: Oljochowo).